# Человек-паук: Вдали от дома (саундтрек)
«Челове́к-пау́к: Вдали́ от до́ма» (оригинальный саундтрек) — музыка к фильму «Человек-паук: Вдали от дома» (2019) от студий Columbia Pictures и Marvel Studios, основанному на одноимённом персонаже компании Marvel Comics. Музыка была написана американским композитором Майклом Джаккино. Альбом саундтреков был выпущен компанией Sony Classical 28 июня 2019 года.

## Разработка
В октябре 2018 года было подтверждено, что композитор фильма «Человек-паук: Возвращение домой» (2017) Майкл Джаккино также напишет музыку к сиквелу.

## Трек-лист
Вся музыка написана Майклом Джаккино.
| №                   | Название                                            | Длительность |
| ------------------- | --------------------------------------------------- | ------------ |
| 1.                  | «Far From Home Suite Home»                          | 8:27         |
| 2.                  | «It's Perfect»                                      | 0:30         |
| 3.                  | «World's Worst Water Feature»                       | 7:30         |
| 4.                  | «Multiple Realities»                                | 3:32         |
| 5.                  | «Brad to the Drone»                                 | 3:32         |
| 6.                  | «Change of Plans»                                   | 2:28         |
| 7.                  | «Night Monkey Knows How to Do It»                   | 0:19         |
| 8.                  | «Mr. One Hundred and One»                           | 3:20         |
| 9.                  | «Prague Rocked»                                     | 3:43         |
| 10.                 | «Who's Behind Those Foster Grants» ()               | 2:57         |
| 11.                 | «Power to the People»                               | 3:33         |
| 12.                 | «Personal Hijinks»                                  | 3:53         |
| 13.                 | «Praguenosis: BAD»                                  | 1:08         |
| 14.                 | «A Lot of 'Splaining to Do»                         | 2:14         |
| 15.                 | «The Magical Mysterio Tour»                         | 3:21         |
| 16.                 | «Taking the Gullible Express / Spidey Sensitive» () | 5:07         |
| 17.                 | «Gloom and Doom»                                    | 4:16         |
| 18.                 | «High and Flighty»                                  | 2:20         |
| 19.                 | «An Internal Battle»                                | 1:50         |
| 20.                 | «Happy Landings»                                    | 2:58         |
| 21.                 | «Tower of Cower»                                    | 5:12         |
| 22.                 | «Bridging the Trap»                                 | 1:58         |
| 23.                 | «Bridge and Love's Burning»                         | 2:50         |
| 24.                 | «Swinging Set»                                      | 1:47         |
| 25.                 | «And Now This...»                                   | 0:58         |
| Общая длительность: | Общая длительность:                                 | 1:19:43      |

Песня  Уитни Хьюстон «I Will Always Love You» играет во время открытия логотипа Marvel Studios как часть вступительной сцены фильма «В память о…».  В фильме также представлены песни «Back in Black» группы AC/DC (которая ранее была показана в «Железный человек» (2008)), « I Wanna Be Your Boyfriend » группы Ramones и «Vacation» группы The Go-Go's . В фильме также представлены и другие песни на отпускную и европейскую тематику.

## Комментарии
1. 1 2  Этот трек ссылается на главную тему Алана Сильвестри из фильма «Мстители» (2012).